# Storia dell'asma
La storia dell'asma ha almeno tre millenni di vita.

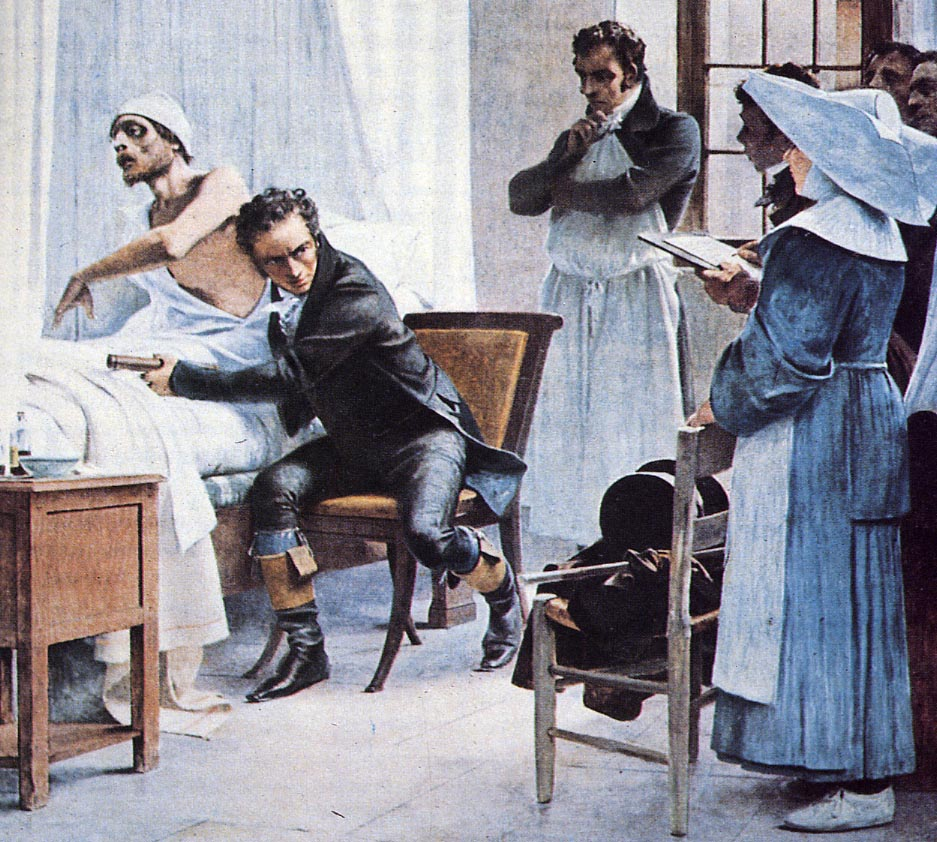
Laennec all'ospedale Necker ausculta un tisico davanti ai suoi allievi.

## Asma nel mondo greco
Il termine asma deriva dal greco "asthmaìno" che significa respirare con difficoltà, ansimare. Troviamo il verbo greco già negli scritti di Eschilo, Plutarco e Omero.
Quest'ultimo nel quindicesimo canto dell'Iliade, "Risveglio e collera di Zeus" descrive un attacco d'asma di Ettore. L'eroe, afflitto da un atroce soffocamento è steso su una pianura, sviene e sputa sangue.
Omero (circa 850 a.C.) utilizzò per primo il termine asma (ásthma: respiro breve) per indicare l'atroce soffocamento che affliggeva Ettore disteso in una pianura.
..Nella pianura vede Ettore disteso; intorno a lui sono fermi i suoi uomini;
egli è preda di un atroce soffocamento, ha perso conoscenza, sputa sangue:
non è stato toccato dall'ultimo degli Achei..
Iliade: canto XV; versi IX, X, XI
Il termine viene poi ripreso con il senso di "respiro corto" da Eschilo ne I Persiani e da Platone
ne La Repubblica.
In senso medico il termine asma venne poi usato da Ippocrate negli Aforismi.
Il termine Asma è entrato nel vocabolario Medico nel medioevo come termine di falconeria. Veniva definito "Falco Asmatico" il predatore che non poteva respirare a causa dei bruschi cambiamenti climatici.
Ippocrate è il primo a studiare la patologia, secondo i suoi studi nelle vie aeree scorre una sostanza liquida, in accordo con la teoria umorale.
Dei canali cartilaginei avrebbero portato dei corpi estranei nelle vie polmonari, trasportati dall'aria respirata o dal sangue e tali corpi si sarebbero accumulati nel polmone
impedendo di inspirare ed espirare l'aria. Pertanto le vie aeree sono compresse da corpi estranei, la respirazione diviene più frequente e difficoltosa e si origina l'asma.

## Asma a Roma
Plinio il Vecchio, naturalista latino del primo secolo, parla di asma nel libro venticinquesimo delle "Naturalis Historia".

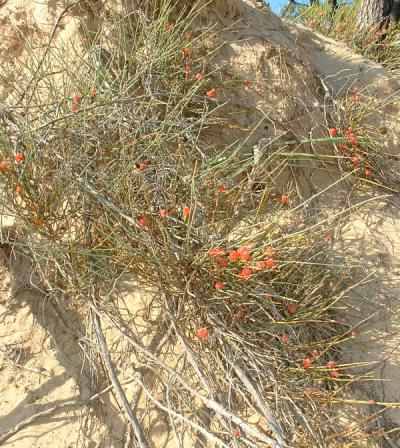
La pianta di efedra, da cui si può ricavare l'ephedrina

L'autore sottolinea l'utilità terapeutica dell'efedra, pianta che cresce lungo gli alberi nei luoghi ventosi, se sminuzzata in vino nero secco.
L'efedra è riconoscibile per le sue radici biancastre ed ha realmente un effetto simpaticomimetico.
Celso, definito "Cicerone della medicina", descrive l'asma nella sua enciclopedia "De Artibus" (30-35 d.C.). In essa si trova una minuziosa descrizione delle patologie
respiratorie ed è presente una prima distinzione tra dispnea, asma e ortopnea a seconda della gravità della difficoltà respiratoria.
I trattamenti proposti sono salassi, impacchi caldi e umidi, farmaci emetizzanti, diuretici e purganti.
Lucio Anneo Seneca, ne soffriva, così come riportato nelle Epistolae ad Lucilium: "La malattia, che mi aveva concesso un lungo congedo, mi ha di nuovo assalito. «Che genere di malattia?» chiederai. Hai ragione di fare questa domanda: infatti io le conosco tutte, le malattie. Tuttavia ce n'è una alla quale sono quasi votato; non so perché si debba chiamarla con un nome greco, mentre posso ben definirla difficoltà di respiro. L'assalto del male è di breve durata; simile ad un temporale, passa, di solito, dopo un'ora. Chi infatti potrebbe sopportare a lungo quest'agonia? Ormai ho provato tutti i malanni e tutti i pericoli, ma nessuno per me è più penoso. In ogni altro caso si è ammalati; in questo ci si sente morire. Perciò i medici chiamano questo male «meditazione della morte»: infatti talvolta tale mancanza di respiro provoca la soffocazione". […]
"Non ho cessato di confortarmi con simili esortazioni, naturalmente silenziose poiché non mi era possibile parlare. Poi, poco alla volta, quella mancanza di respiro, che ormai diventava semplice affanno, cominciò a manifestarsi ad intervalli più lunghi e distanziati. Ma non è scomparsa completamente, e ancora la respirazione non è tornata del tutto normale: sento una certa difficoltà e un certo ritardo nel respiro" (LIB VI, Ep. 54).

### L'asma nel Galenismo
A Galeno si devono le prime spiegazioni logiche sull'eziologia e patogenesi dell'asma. Utilizza in fisiologia la dottrina umorale per spiegare i problemi dei vari organi,
cerca quindi di far risalire a un'unica causa i vari sintomi.
Agli umori si accosta lo pneuma, o essenza di vita, che si distingue in "pneuma zootico" o spirito animale e "pneuma psichico" o spirito vitale.
Secondo Galeno all'origine dell'insorgenza dell'asma sarebbero umori vischiosi e densi, occupanti le vie aeree e "tubercoli crudi" del polmone.
"In questo caso, o il laringe subisce qualche danno, o il torace e il polmone si riempiono di una quantità di umori, o si formano in queste cavità escrescenze tipo quelle che
vengono chiamate tubercolo crudo". Tali individui vengono rapidamente soffocati dall'affezione stessa. L'intensità degli attacchi dipende dalla formazione nel polmone di umori vischiosi e densi. La teoria galenica dell'asma conserverà il suo valore dogmatico fino al diciassettesimo secolo.

## Asma nel Medioevo
Paolo di Egina, medico bizantino del VII secolo, scrive un "Compendio" ispirato a Galeno. Definisce in esso i soggetti asmatici coloro che respirano con difficoltà, senza avere febbre, in maniera analoga a coloro che cercano di riprendere fiato dopo aver corso velocemente.
Nell'opera è dedicato ampio spazio alla terapia dell'asma.
I medicamenti consigliati sono la scilla, il pepe, l'artemisia amara, l'opoponaco, lo stirace, lo zolfo, l'ossimele, i millepiedi ecc. Vieta tuttavia sostanze troppo calde o troppo fredde perché renderebbero gli umori ancora più densi.
Avicenna, detto Principe dei medici, tratta dell'asma nel Canone, con particolare riguardo alla sua patogenesi. Condivide con Galeno l'attribuzione dell'asma alla viscosità di grossolani umori occupanti i bronchi e i loro rami, ma ipotizza in più che gli stessi umori possano derivare dallo stomaco che gonfiandosi comprime il diaframma e con esso il polmone, ostacolando la respirazione.
il suo merito maggiore è aver attribuito il parossismo acuto dell'asma ad uno spasmo, analogo a quello dell'epilessia.
Avicenna è quindi un precursore della teoria del broncospasmo.
Rhazes, filosofo e matematico, oltre che medico contro l'asma raccomanda la scilla e i bagni tiepidi, approva anche le inalazioni di vapori di arsenico.

### Trattato sull'asma
Maimonide, medico ebraico, scrive il "Trattato sull'Asma" nel XII secolo, si tratta della prima monografia dedicata a questa malattia. In esso parla soprattutto di igiene e dietetica ed è evidente l'ispirazione galenica. È famoso anche per l'importanza filosofica della "Guida degli Smarriti" presso i dotti di ogni religioni.
il libro sull'asma inizia con una epistola dedicata al sultano che gli aveva chiesto indicazioni al riguardo.
Secondo Maimonide l'asma era dovuta ad una costipazione del cervello del sultano.
l'opera consta di 13 capitoli, di cui soltanto due riguardano l'asma. Nell'undicesimo, intitolato "Terapie per questa affezione", si raccomanda l'uso di droghe composte e di drenaggi per gli umori mutevoli e densi che invadono i polmoni per liberare il cervello.
Il dodicesimo capitolo "Sulla composizione dei farmaci utili in questa affezione", consiglia farmaci galenici, idromele e ossimele.

## Asma nel Rinascimento
Nel Rinascimento furono riportate per la prima volta osservazioni che già evocavano l'asma di tipo allergico, come ad esempio testimonianze di attacchi di asma scatenati da particelle di origine animale.
Girolamo Cardano, medico di Pavia del 1500, si reca fino a Edimburgo per curare l'arcivescovo Hamilton. Dopo sei settimane di osservazione gli diagnosticò una forma d'asma e gli consigliò di dormire in un letto di seta al posto di quello di piume. ciò comportò una rapida guarigione dell'arcivescovo, che era indubbiamente allergico alle piume.
Santoro Santoro si distingue per le sue esperienze sulla traspirazione, la "perspirazione insensibile". Inoltre riferisce di casi di attacchi di asma causati dalla presenza dei gatti e di animali domestici in generale ( "il veleno del gatto" ).
Nei secoli XVII e XVIII si devono distinguere due tendenze: da una parte gli autori fedeli a Galeno, dall'altra i suoi oppositori.
I primi comprendono sotto il nome di asma tutte le forme di dispnea, i secondi forniscono nozioni moderne in materia distaccandosi dall'antica tradizione.
Uno dei maggiori oppositori delle teorie galeniche è Daniel Sennert, che ideò una teoria corpuscolare che cercava di accordare la iatrochimica di Paracelso con Galeno. Afferma che la ristrettezza dei bronchi concorre alla genesi dell'asma. (1570-1637).

### La chimica pneumatica
Van Helmont (1577-1644) fonda la chimica pneumatica: scopre l'esistenza di materie aeree che per primo chiamò gas e descrisse e riconobbe per primo il gas carbonico.
Comprese anche per primo che l'aria atmosferica era composta da gas di varie specie.
Asmatico anch'egli, Van Helmont riconobbe la sede dei disturbi nei bronchi e descrisse attacchi asmatici dovuti al pesce fritto o alla polvere domestica. Sostenne la teoria dello spasmo bronchiale di Avicenna. Individuò inoltre il polmone quale "organo bersaglio". Come cure proponeva l'aria salubre di montagna, terapie chimiche, oppio e vino.
Thomas Willis (1621-1675) ipotizza una origine nervosa per l'asma. diede poi impulso alla teoria spastica. la crisi di asma rappresenterebbe un fenomeno riflesso di origine nervosa con via efferente terminante a livello bronchiale. Dedica un capitolo della sua opera omnia all'asma ("De Asmathe") e la considera la più crudele delle affezioni polmonari "asthma morbus maxime terribilis".

## Asma nel XVIII secolo
John Floyer(1649-1734), medico e poligrafo inglese, soffre di asma per più di 30 anni e scrive " A treatise of the asthma" .
Floyer non rinnega Galeno e riconosce che i suoi rimedi abbiano portato notevoli sollievi. Ribadisce la teoria dello spasmo bronchiale contro la supposizione di Willis e Van Helmont che l'asma sia una convulsione. Descrive con cura l'asma periodica che ritiene influenzata da " sei fattori":
1 L'aria: gli asmatici soffrono la polvere, l'aria umida e l'aria di montagna, oltre al fumo.
2 La dieta: si prescrive di evitare i liquori e la carne a cena e di limitarsi ad una dieta semplice e frugale.
3 L'esercizio: consiglia esercizio fisico moderato, l'equitazione in particolare.
4 Le passioni: emozioni forti sono sconsigliate.
5 Le secrezioni: l'asma altera, secondo Floyer, le urine e la saliva, in prossimità degli attacchi.
6 Sonno e veglia: i primi attacchi si manifestano solitamente di notte.
Floyer riconobbe per primo il carattere ereditario dell'asma.
Tra i rimedi proposti figurano l'aceto di scilla e millepiedi essiccati con miele. " A Treatise of the asthma" è la prima opera a trattare esclusivamente di asma, distinguendola dalle altre forme di dispnea e sarà seguito fino al 1875 circa.

### L'idroterapia
William Cullen (1710-1790), professore di medicina e chimica a Glasgow, è il primo a tenere corsi in lingua nazionale in Gran
Bretagna e introduce l'idroterapia, con rapidi cambiamenti di temperatura, chiamata poi in suo onore "doccia scozzese". Per lui l'asma è dovuta a una contrazione spastica delle fibre muscolari bronchiali e rientra tra le nevrosi.
In questo secolo si scontrano due scuole dottrinali: una per l'antica teoria galenica, l'altra per lo spasmo
bronchiale. Di fatto, nonostante le dure contestazioni, la teoria dello spasmo bronchiale aprì una nuova era nella
storia dell'asma.

### L'auscultazione
Con la scoperta dell'auscultazione mediata, conseguente l'invenzione dello stetoscopio, René Laennec(1781-1826) fornì
uno strumento della massima importanza nella diagnosi delle malattie respiratorie.
Per primo misurò le variazioni di intensità del "murmure respiratorio" e distinse quindi due tipi di asma.
Nella prima edizione del suo trattato è descritta la "respirazione infantile", un respiro più accentuato del normale che fa affannare velocemente le persone colpite.
È nella seconda edizione di "De l'auscultation mediate" che sono descritte l'asma con respirazione infantile e
l'asma spastica. Nella prima l'espansione polmonare funziona regolarmente, ma il paziente resta oppresso dal bisogno di una respirazione più profonda. L'alterazione è attribuibile all'innervazione.
Nell'asma spastica Laennec riconobbe che la contrazione delle vie aeree impediva la penetrazione dell'aria in gran parte dei polmoni. Spasmo che potrebbe riguardare oltre ai bronchioli anche gli alveoli.
Laennec conclude che, nonostante coesistano più cause nella patogenesi dell'asma, essa è principalmente attribuibile a un'alterazione primaria e momentanea della regolazione nervosa.

## Varianti di asma attorno al 1850
In questo periodo vengono descritti una grande quantità di tipi di asma, concentrandosi soprattutto sulla causa scatenante l'attacco. La varietà delle forme esprime l'incertezza nosologica e l'assenza di coordinamento che ancora gravano sullo studio della sindrome asmatica.

### Asma Gottosa e Reumatica
Giambattista Morgagni assimilava l'asma alla gotta e all'angina pectoris. Gotta e asma sono considerate le manifestazioni di una stessa predisposizione. Secondo questa teoria gli attacchi asmatici sono spesso associati a calcoli renali, anche a distanza di anni e la patologia è ereditata geneticamente.
Artrosi e reumatismi possono essere altri disturbi correlati, tanto da coniare il termine di "Asma Artritica".
Corollario del concetto di asma gottosa furono i rapporti tra asma e tubercolosi.
De Mussy rifiuta l'antagonismo tra asma e tubercolosi e ipotizza che l'asma possa mutare il corso e la sintomatologia della tubercolosi pur coesistendo con essa. Trosseau va oltre e crede che genitori affetti da tubercolosi possano generare figli asmatici, così come genitori asmatici potrebbero generare figli affetti da tubercolosi.

### Asma Dermatitica
Pinel ha scritto che l'asma convulsiva può alternarsi ad affezioni cutanee. Trosseau associa l'asma ad una "orticaria bronchiale" dopo averne osservato attacchi in concomitanza con eruzioni orticarioidi.
Duclos cercò di dimostrare che tutti gli asmatici tendono a contrarre l'herpes e che l'asma sia una "desquamazione bronchiale", tuttavia non riuscì a trovare prove in sostegno alla sua tesi.
La responsabilità dell'asma dermatitica sarebbe dovuta a un difetto di nutrizione dei tessuti nervosi.

### Asma da fieno
Numerosi autori inglesi definiscono "bronchite estiva" o "asma da fieno" una forma catarrale caratteristica, che alcuni individui manifestano periodicamente per quasi tutta la vita, tra fine maggio e inizio giugno.
Sintomi sono raffreddore, tosse, starnuti, infiammazione, asma e febbre.
È una malattia tipica dei giovani delle classi sociali elevate dovuta a aromi e polveri vegetali, in particolare fieno.

### Asma Idiopatica o Nervosa
Vari medici del XIX secolo considerano l'asma una "nevrosi respiratoria". Willis spiega l'impossibilità respiratoria
sulla base di un accumulo di materiale sieroso nel cervello. Georget evidenziò alterazioni di colore e consistenza nel cervello di alcuni asmatici defunti.
Molti autori riconobbero che la causa dell'asma sfuggisse all'anatomia patologica, ma non si rassegnarono a concludere che fosse una "malattia senza materia".
L'asma nervosa può essere collegata a stati d'animo di profonda afflizione, sempre sulle basi di una predisposizione organica. Non manca chi ha convinto che l'insorgenza degli attacchi d'asma dipenda dalla temperatura ambientale e dal vento. Si invocò persino il ruolo della forza di attrazione dei corpi celesti.

### Asma Sintomatica
Si scoprirono una serie di lesioni viscerali in grado di generare la cosiddetta "asma sintomatica". Tuttavia non sempre le lesioni polmonari coincidevano con i disturbi asmatici. Vari autori si preoccuparono di distinguere l'asma sintomatica da quella idiopatica.
Anche malattie cardiache e circolatorie concorrono alla patogenesi della nuova forma d'asma.
Circa trent'anni dopo la sua formulazione questa teoria già non sarebbe stata più sostenuta da nessuno.

### Asma Cardiaca
Rostan studia i segni clinici dell'asma, riferendoli a lesioni del cuore. Anche Corvisart considera certi casi d'asma come una malattia cardiaca, al pari della dispnea da sforzo e di quella da decubito. Rostan nell'autopsia di sei donne decedute per asma trova in tutte un aneurisma del ventricolo sinistro: ciò potrebbe compromettere la circolazione del sangue e conseguentemente causare una stasi a livello polmonare. Ritiene inoltre che l'asma periodica dei giovani sia l'inizio dell'affezione organica. Nel contempo gettava le basi del "cuore polmonare cronico".
La sindrome dispnoica di origine cardiaca o con ripercussioni sul cuore prende in suo onore ancora il nome di "Asma di Rostan".

## Tentativi terapeutici nel XIX secolo
Nel corso del XVIII secolo si usava l'ossido di zinco nella terapia dell'asma. Nel XIX secolo si fa strada l'inalazione di ossigeno puro nella cura delle malattie respiratorie. Altri tentativi sono l'etere solforico e le applicazioni di ammoniaca sulla parete posteriore del faringe.
Amedee Lefevre (1798-1869), medico della marina francese, lascia numerose pubblicazioni tra cui figura una sull'asma. Osserva la malattia direttamente su di sé. Percepisce i rantoli sibilanti con l'auscultazione. Ritiene che il restringimento del lume bronchiale sia dovuto allo spasmo della muscolatura bronchiale.
Augustin Grisolle (1811-1861), seguace di Lefevre, osserva il ripetersi a intervalli regolari di attacchi di oppressione. I primi accorgimenti da adottare sono respirare aria fresca e pura, facilitare i movimenti respiratori anche liberandosi degli abiti e stare tranquilli in silenzio. Altra misura preventiva è riscaldare il letto dell'asmatico. Durante l'attacco consiglia di applicare lacci agli arti inferiori. Nell'eziologia della malattia Grisolle condivide la teoria della contrazione bronchiale spastica. Ritiene inoltre che la presenza di muco sia accidentale e conseguenza, non causa della malattia. Lo spasmo bronchiale intrappolando l'aria in fase espiratoria, spiega perché il torace abbia un timbro iperchiaro e acquisisca un'eccessiva risonanza.

### Il ruolo del polline nell'asma da fieno
Charles Harrison Blackeley (1820-1900), medico inglese, studia a Manchester dove si laurea a 54 anni. Soffre di asma da fieno ed effettua su di sé le proprie ricerche. Pensa per primo di applicare all'uomo, con il polline dei fiori, lo stesso principio della cutireazione per la diagnosi e persino la terapia di quella che chiamava "hay-asthma"..

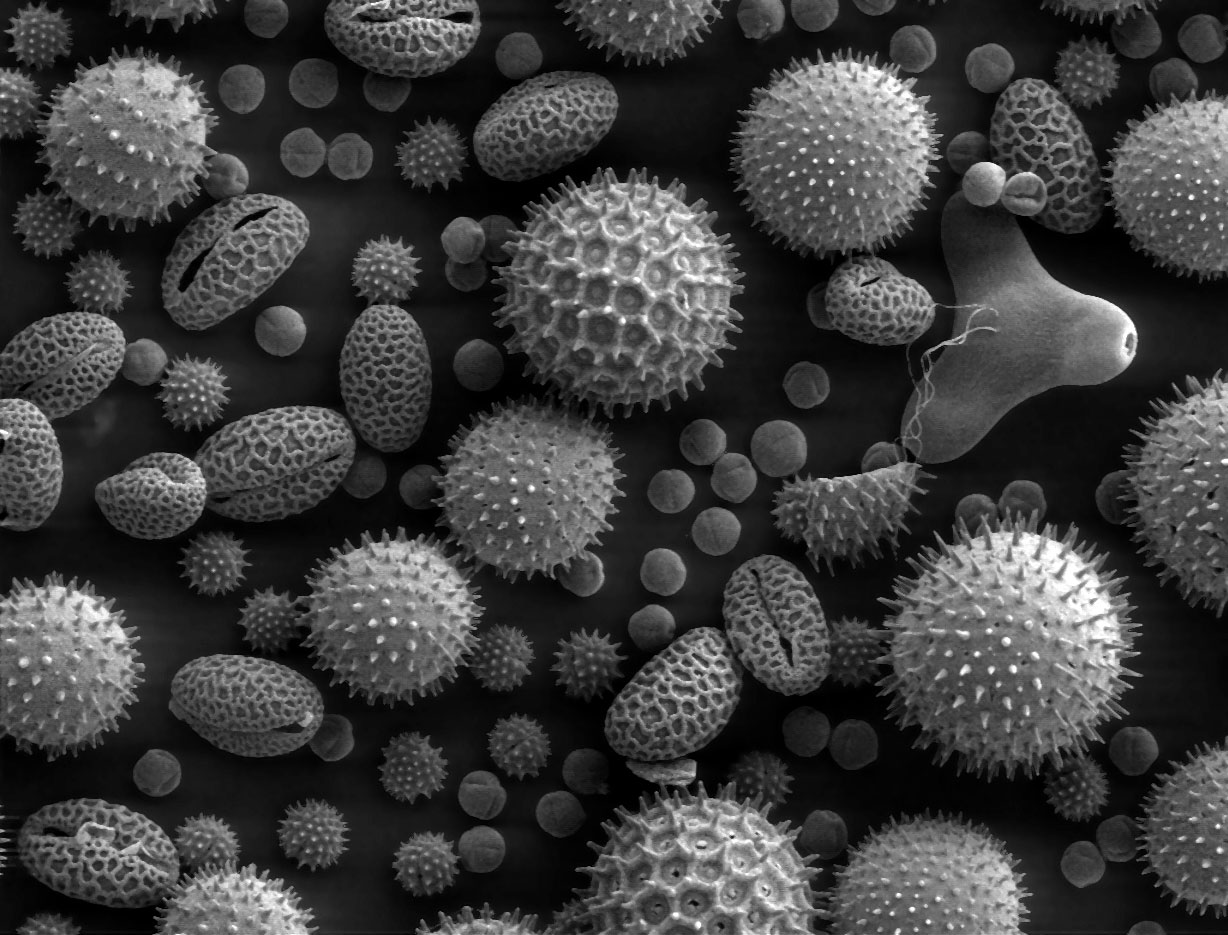
Fotografia di alcuni pollini (SEM)

Dimostra che il polline era l'unica causa dei suoi attacchi, opera poi su 35 varietà di fiori ed erbe per cercare effetti simili. Valuta la qualità di polline ambientale con un apparecchio comprendente una superficie adesiva che manteneva esposta al vento per un tempo determinato e su cui poi contava i pollini.
Nel contempo restava accanto all'apparecchio confrontando il numero di attacchi con la quantità di granuli intrappolati. Testa la sensibilità al polline di lingua, labbra, faringe e pelle con incisioni cutanee. Scoprì che le piante del genere delle graminacee provocavano attacchi più intensi delle altre. Trova inoltre una soglia nella concentrazione dei granuli al di sotto della quale essi sono tollerati dall'organismo dell'allergico. L'organo più sensibile si rivela essere il naso, seguito dagli occhi. Blackeley non trova una terapia, ma dimostra di non avere disturbi tra le graminacee coprendosi adeguatamente. Eseguendo i suoi esperimenti tra il 1859 e il 1877 fu considerato per tutta la vita un mite maniaco che giocava con le erbe.

## La scoperta dell'Anafilassi
L'anafilassi fu studiata per la prima volta da due scienziati francesi, Richet e Portier, nel 1901. Nel loro articolo "Sull'azione anafilattica di alcuni veleni" è scritto che una sostanza insufficiente a uccidere o a determinare malattia in un animale normale provoca accidenti fulminei e mortali in un animale a cui molto tempo prima sia stata somministrata la stessa sostanza. Nel 1906 Pirquet coniò la definizione di allergia per indicare la nuova modalità di un organismo di reagire a una sostanza che ha già incontrato.
L'anafilassi è il contrario della vaccinazione. Alexandre Besredka (1870-1940), direttore dell'Institut Pasteur, trova un vaccino antianafilattico nel metodo delle inoculazioni subentranti, ovvero iniettando lo stesso siero 3 o 4 volte nell'arco di pochi minuti con dosaggi crescenti. Ritiene che l'immunità antianafilattica sia dovuta a una progressiva desensibilizzazione dell'organismo e non degli anticorpi. Di Besredka è anche la dizione "shock anafilattico".

## L'asma dopo la scoperta dell'anafilassi

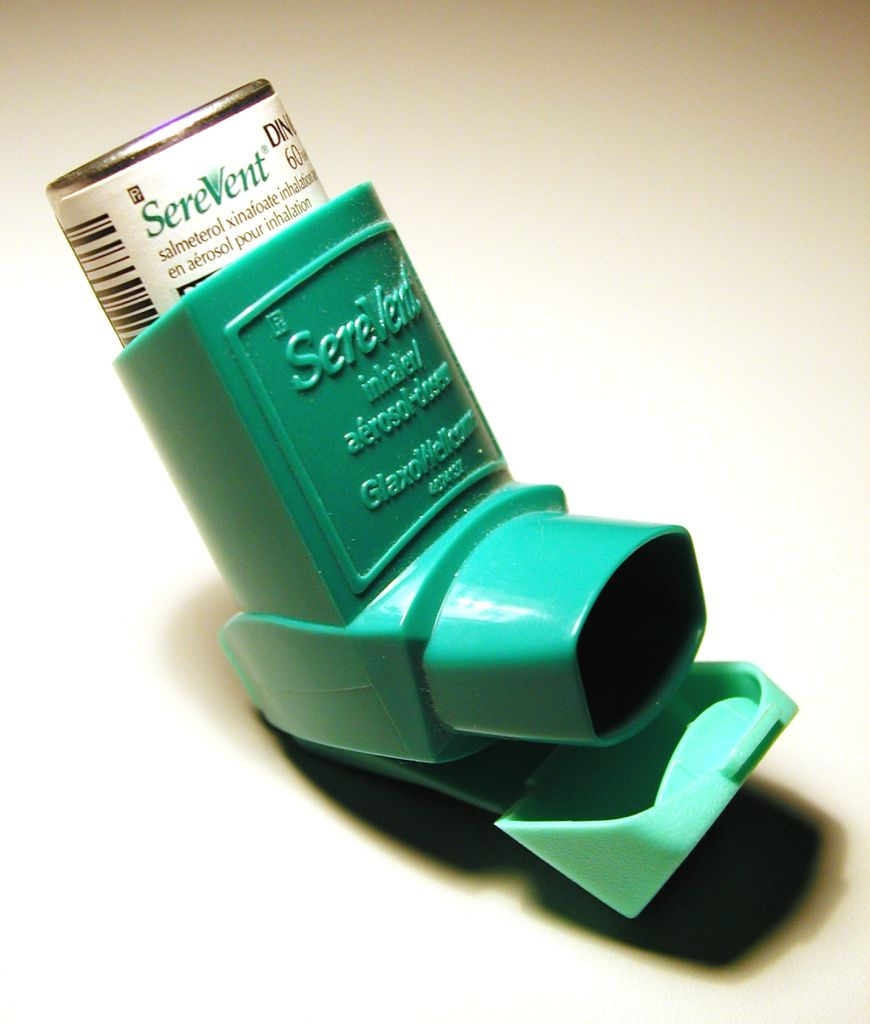
Un tipico inalatore di salmeterolo, un broncodilatatore a lunga durata d'azione.

Robert A. Cooke (1880-1960) studia la trasmissione ereditaria delle malattie allergiche e scopre che la predisposizione all'allergia è un carattere mendeliano. Nel 1911 propone il metodo della intradermoreazione, che oggi è detto metodo di Cooke: consiglia di applicare un laccio sopra il sito di inoculazione insieme con adrenalina e strofantina.
Nel 1921 Kern richiamò per primo l'attenzione alla polvere domestica, molti pazienti erano sensibilizzati dalla polvere delle loro camere da letto. Van Leeuwen compie esperimenti clinici per individuare l'allergene dell'asma: libera tramite ventilazione una stanza da qualsiasi allergene e quindi inietta in sequenza vari allergeni per realizzare il test di provocazione, che permette di isolare l'allergene in causa.
Oggi è noto che la polvere domestica è coinvolta nell'insorgenza del 55% dei casi di asma stagionale, seguita da polveri vegetali e peli di cani e conigli.
Nel 1923 A. F. Coca parla per primo di atopia per indicare una predisposizione ereditaria particolare caratterizzata dalla tendenza a sviluppare eczema, asma, raffreddore da fieno o rinite allergica spastica.
Nel 1935 Cooke scopre gli anticorpi bloccanti. Effettuando il trasferimento di immunità con trasfusioni di sangue da un individuo affetto da pollinosi e trattato ad uno non trattato, notò la presenza di una sostanza protettrice trasmissibile. Il nuovo anticorpo fu appunto chiamato bloccante o inibente.
La reazione tra antigene e anticorpo genera la crisi d'asma liberando l'istamina, un mediatore chimico che agisce a livello dei bronchioli producendo broncospasmo, ipersecrezione ed edema.
Nel 1949 Kendall annuncia la scoperta dell'applicazione terapeutica degli ormoni cortisone e ACTH. Tali sostanze, molto attive, intervengono nella difesa dell'organismo contro i danni da stress e da sforzo e possono sopprimere i sintomi di numerose malattie, comprese quelle allergiche. Tuttavia se somministrati per un periodo troppo lungo possono provocare serie complicanze.
I simpaticomimetici sono ormoni della midollare surrenale, utilizzati come stimolanti cardiaci, vasocostrittori e broncodilatatori nei trattamenti dell'asma. Un uso improprio di questi farmaci causava dipendenza, da cui il termine "asma drogata". Oggi i simpaticomimetici sono somministrati via aerosol.
Altri rimedi vasodilatatore sono i derivati della teobromina, composti purinici ricavati dai semi di cacao. Già nominati da Cristoforo Colombo nelle sue memorie, sono stati somministrati per via orale a partire dal 1941.

## Situazione attuale
Negli ultimi 50 anni si sono evoluti sia nuovi mezzi diagnostici sia nuovi farmaci nella lotta all'asma.
La spirometria ha permesso di valutare con maggiore precisione la funzionalità respiratoria e di circoscrivere gli attacchi. L'emogasanalisi consente di misurare il tasso di anidride carbonica ed ossigeno del sangue arterioso, consentendo di svelare l'inizio di un'insufficienza respiratoria in corso di asma grave.
La desensibilizzazione specifica, mediante somministrazioni crescenti di antigeni purificati, cui risulta allergico il paziente, sia per via sublinguale che sottocutanea, rendono tollerante l'atopico riducendo la gravità dei sintomi e l'uso dei farmaci. Per via inalatoria possono essere somministrati cromoglicato di sodio, cortisonici e beta-2 stimolanti variamente associati. Per via orale sono disponibili gli antileucotrienici che frequentemente sostituiscono i cortisonici sistemici.
Comunque è presumibile che le conoscenze in questo campo continueranno ad evolversi. L'allergologia è oggi in pieno sviluppo e compie progressi rapidi e regolari, nella speranza di alleviare questa malattia che è antica quanto il genere umano e, con ogni probabilità scomparirà solo con esso.